# فوکر وی.۱۷
فوکر وی.۱۷ (انگلیسی: Fokker V.17) و مشتقات آن، مجموعه‌ای از هواپیماهای آزمایشی جنگنده بودند که توسط کمپانی هواپیماسازی هلندی فوکر در دهه ۱۹۱۰ ساخته شدند.